# 雙珠盤鮈
双珠盤鮈（学名：Discogobio bismargaritus）为輻鰭魚綱鯉形目鲤科盤鮈屬的鱼类。在中国，分布于云南省广南县西洋江等。该物种的模式产地在云南省广南县西洋江。體長可達13.8公分，會用嘴部的吸盤吸附激流上的岩石。

## 扩展阅读
維基物種上的相關：双珠盤鮈